# Bartolomeo Gosio

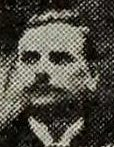

Bartolomeo Gosio (* 17. März 1863 in Magliano Alfieri, Königreich Italien; † 13. April 1944 in Rom) war ein italienischer Arzt und Mikrobiologe. In einem Schimmelpilz entdeckte er ein Stoffwechselprodukt mit antibiotischen Eigenschaften und stellte es rein dar. Diese Mycophenolsäure war das erste, gut charakterisierte Antibiotikum der Geschichte. Außerdem zeigte er, dass manche Schimmelpilze anorganische Formen des Arsens in ein giftiges, organisches Gas umwandeln können. In der Folge wurden Tapeten, die mit arsenhaltigen Farben bedruckt waren, als Gesundheitsgefahr erkannt. Als Direktor des Wissenschaftlichen Labors des Öffentlichen Gesundheitsdiensts in Rom leistete er ab 1899 wichtige Beiträge zur Malaria-Kontrolle in Italien.

## Jugend und Ausbildung
Bartolomeo Gosio war der Sohn des Tierarztes Giacomo Gosio und von Antonietta Troya. Sein Vater starb kurz nachdem er die Grundschule abgeschlossen hatte und seine Mutter musste eine Arbeit aufnehmen, um die Ausbildung ihres Kindes in einem Internat in Alba zu finanzieren. Danach studierte er drei Jahre lang Medizin an der Universität Turin und wechselte später an die Königliche Universität Rom, wo er im Alter von 25 Jahren 1888 magna cum laude und einer zusätzlichen, besonderen lobenden Erwähnung promoviert wurde (laurea in medicina). Seine erste Stelle trat er am Labor für Bakteriologie und Chemie des Staatlichen Hygiene-Instituts (Istituto Superiore di Sanità) in Rom an. Es folgten Studien bei Max Rubner in Berlin, wo er auch Robert Koch kennenlernte. 1899 wurde er Direktor des Wissenschaftlichen Labors des Öffentlichen Gesundheitsdiensts (Laboratori scientifici della Direzione di Sanità) in Rom.

## Ein arsenhaltiges Gas aus Tapeten
Zu Gosios Zeit waren Tapeten mit Farben wie dem Scheeleschen Grün oder dem Schweinfurter Grün auf der Basis von Metallen und Halbmetallen beliebt, obwohl auch bereits Anilinfarben von William Henry Perkin und anderen entwickelt worden waren. Die britische Medizinzeitschrift The Lancet befürchtete bereits Arsenvergiftungen bei Kindern, die in Räumen schliefen, die so tapeziert waren. Ein weiteres Anzeichen für die giftige Wirkung war das Fehlen von Bettwanzen.
Schon vor Gosio hatten Wissenschaftler einen Zusammenhang von Tapeten mit arsenhaltigen Farben mit feuchtem Klima und sogar die Erzeugung eines Gases durch Schimmelpilze und Bakterien vermutet. Gosio beschrieb dieses Gas als nach Knoblauch riechend. Er machte sich auf die Suche nach den Mikroben und setzte dazu mit Arsenoxid versetzten Kartoffelbrei der Luft eines Kellers aus. Die sich darauf entwickelnden Schimmelpilze und Bakterien untersuchte er, soweit sie nach Knoblauch rochen. Besonders ein Pilz – Penicillium brevicaule, nach heutiger Terminologie Scopulariopsis brevicaulis – verstoffwechselte das Arsen stark. Das entstehende Gas war so giftig, dass es eine Ratte töten konnte. Auf dieser Grundlage entwickelte Gosio 1892 einen Biotest: Das verdächtige Material wurde mit Wasser extrahiert und eingeengt, der Rückstand auf eine Kartoffelscheibe mit einer Kultur von S. brevicaulis gegeben. Nach einigen Stunden Inkubation bei 25 bis 30 °C zeigte der Knoblauchgeruch die Anwesenheit von Arsen an. Mit diesem Test konnte er ein Mikrogramm Arsenoxid in einem Gramm Material nachweisen.
Gosio untersuchte 1890 die Todesumstände von über 1.000 verstorbenen Kindern. Er fand einen Gehalt von 700 Milligramm Arsen pro m² in den Tapeten der Schlafräume. Diese Entdeckung trug zu einer entsprechenden Reaktion in der Gesetzgebung mit dem Verbot giftiger Farben bei. Der Chemiker Frederick Challenger identifizierte das Gas 1932 als Trimethylarsin. Neuere Untersuchungen der Giftigkeit von Trimethylarsin scheinen zu zeigen, dass es eine geringere Toxizität besitzt als angenommen. Andere, ebenfalls gebildete Arsenverbindungen wie Arsin (Arsenwasserstoff, AsH3) besitzen eine deutlich höhere Toxizität.
Der führende Tapetenhersteller in Großbritannien, William Morris (1834–1896), bestritt die Schädlichkeit der Tapeten. Insbesondere war sein Vater William Morris Sn. Anteilseigner der Devonshire Great Consolidated Copper Mining Company, die Kupfer förderte und für Arsen als Nebenprodukt den größten Marktanteil in England hielt. Heute wird auch der Tod von Napoléon Bonaparte im Jahre 1821 mit Tapetenfarben in Verbindung gebracht, seit bei Analysen seines Haars 1995 große Mengen Arsen gefunden wurden.

## Mycophenolsäure als Antibiotikum
Ab 1893 untersuchte Gosio die Vitaminmangelkrankheit Pellagra, deren Ursache er in einem Pilzbefall von Mais vermutete. Hier isolierte er einen Schimmelpilz, den er damals als Penicillium glaucum beschrieb, vermutlich handelte es sich tatsächlich um Penicillium brevicompactum. Aus Filtraten dieses Organismus isolierte und kristallisierte er einen Stoff mit phenolischen Eigenschaften, dem er keinen Namen gab, weil er ihn vermutlich für die bereits bekannte p-Hydroxyhydrozimtsäure hielt. Heute ist akzeptiert, dass es sich tatsächlich um Mycophenolsäure handelte, die 1913 wiederentdeckt wurde. Die korrekte Struktur wurde erst 1952 aufgeklärt. Gosio machte mit dem wenigen Material, das er hatte, die bedeutsame Beobachtung, dass es das Wachstum des Milzbranderregers behinderte.
Erst als 1945 nach der Entdeckung des Penicillins eine Jagd auf weitere Antibiotika einsetzte, wurde Mycophenolsäure noch mindestens zweimal wiederentdeckt. Howard Florey erkannte die Leistung Gosios jedoch in einem Artikel von 1946 an. Außer als Antibiotikum ist Mycophenolsäure auch zur Behandlung der Schuppenflechte eingesetzt worden. Ein Ester, das Mycophenolat-Mofetil, ist ein stark wirkender Immunosuppressor, der bei Nieren- und Herztransplantationen verwendet wird. Hier wird der Ester im Körper zur freien Mycophenolsäure hydrolysiert. Obwohl Gosio seine Erkenntnisse 1896 noch einmal zusammenfasste, untersuchte er den Stoff nicht weiter, wohl weil er eigentlich an Pellagra interessiert war.

## Weitere mikrobiologische Arbeiten
Weitere Forschungsthemen Gosios waren der Stoffwechsel der Cholera- und Pest-Bakterien, er untersuchte die Farbreaktionen der Schwefelbakterien und Arbutin als Diagnostikum für Bakterienruhr. Außerdem konstruierte er ein Instrument, um gegen Bakterien gerichtete Impfstoffe zu titrieren. Ausgiebig untersuchte er den Abbau von Selen- und Tellur-Salzen durch Bakterien. Aus dem Farbwechsel bei der Reduktion von Tellur entwickelte er einen Indikator für die bakterielle Kontamination von Sera, Kulturmedien etc. In Gegenwart lebender Bakterien entwickelte sich eine graue bis schwarze Färbung oder ein Niederschlag. Diese Reaktion war jedoch nicht vollkommen zuverlässig.

## Im öffentlichen Gesundheitsdienst
Alle erwähnten Arbeiten stehen im Zusammenhang mit Problemstellungen aus dem öffentlichen Gesundheitsdienst, für den Gosio arbeitete. Als 1898 Robert Koch Italien besuchte, um mehr über Malaria zu lernen, wurde er von Gosio betreut. Koch hat sich lobend über seinen Kollegen geäußert. Da jedoch keine gemeinsamen Publikationen entstanden, ist diese Kooperation von Historikern kaum wahrgenommen worden. In der Folgezeit widmete sich Gosio verstärkt der Malaria-Kontrolle, wozu er als Direktor einer Kampagne umfangreiche Versuche in der Umgebung von Grosseto unternahm. Diese Arbeit wurde später auf die Regionen Kalabrien und Basilicata ausgedehnt. Gosio gehörte auch zu den Gründern des Malaria-Studienzentrums in Nettuno und etablierte Sommerlager für malaria-kranke Kinder. In die Jahre 1903 bis 1914 fallen auch umfangreiche Arbeiten zur Frage der Beziehung zwischen der Tuberkulose der Menschen und der Rinder.

## Warum ist Gosio weitgehend unbekannt geblieben?
Gosio wurde zu seiner Zeit zwar mit Preisen wie dem Riberi-Preis der Königlichen Akademie für Medizin in Turin ausgezeichnet und 1922 sogar für den Nobelpreis vorgeschlagen, doch ist seine Leistung heute kaum mehr bekannt. Er publizierte mehr als 70 Zeitschriftenartikel und sieben Bücher in den drei Sprachen Italienisch, Französisch und Deutsch, nicht jedoch im heute dominierenden Englisch. Sein Biograf Ronald Bentley vermutet, dass vor allem dieses Sprachproblem seinen Ruhm behindert hat. Die wichtigsten Arbeiten erschienen auf Italienisch in der Zeitschrift Rivista d'Igiene e Sanità Pubblica, die im Ausland kaum gelesen wurde. In den folgenden Übersichtswerken zur Mikrobiologie wurde Gosio nicht erwähnt. Auch kann eine Rolle spielen, dass er weder das arsenhaltige Gas noch die Mycophenolsäure korrekt chemisch analysiert hat. Sein Tod fiel in die unruhige Zeit des Endes des Zweiten Weltkriegs und in englischsprachigen Fachzeitschriften erhielt er keinen Nachruf. Andererseits wird von italienischen Autoren neuerdings behauptet, Gosio habe das erste Penicillin entdeckt, was eindeutig falsch ist.

## Veröffentlichungen
(Auswahl)
- Azione di alcune muffe sui composti fissi d'arsenico. In: Rivista d'Igiene e Sanità Pubblica. Bd. 3, 1892, S. 201–230 und 261–273.
- Contributo all'etiologia della pellagra; ricerche chimiche e batteriologiche sulle alterazioni del mais. In: Giornale della Reale Accademia di Medicina di Torino. Bd. 61, 1893, S. 484–487.
- Action de quelques moisissures sure les composés fixes d´arsenic. In: Archives italiennes de biologie. Bd. 18, 1893, S. 253–265.
- Ricerche batteriologiche e chimiche sulle alterazioni del mais. Contributo all’etiologia della pellagra. In: Rivista d'Igiene e Sanità Pubblica. Bd. 7, Nr. 21, 1896, S. 484–487 und Nr. 22, S. 869–888.
- Recherches ultérieures sur la biologie et sur le chimisme des arsenio-moisissures. In: Archives italiennes de biologie. Bd. 35, Nr. 2, 1901, S. 201–211.